# Tambacounda (région)
La région de Tambacounda est l'une des 14 régions administratives du Sénégal. Très étendue, elle est située dans l'est du pays. Le chef-lieu régional est la ville de Tambacounda. Tambacounda est géographiquement la plus grande des 11 régions du Sénégal, mais a une faible densité de population, son économie est plus pauvre que celle du reste du pays.

## Situation
La région est limitrophe de la région de Matam au nord, de Kédougou au sud-est, elle est frontalière de la Mauritanie et du Mali à l'est et de la Guinée au sud, et de la Gambie à l'ouest.
| Kaffrine | Matam       | Guidimakha |
| Gambie   | Tambacounda | Kayes      |
| Kolda    | Boké        | Kédougou   |

## Histoire
Tambacounda tire son nom d'une famille malinké notable, les Tamba, qui ont historiquement fait partie des empires Mandé et Gabou. Ces empires englobaient la Gambie et la Casamance, dont Tambacounda fait partie. Après les indépendances, par un décret présidentiel visant à diviser la Casamance, la région a été renommée Sénégal Oriental. En raison de son héritage historique, Tambacounda est souvent désignée sous le nom de Haute Casamance.
Après la transformation du département de Kédougou en région à part entière en 2008, la région est moins étendue.

## Organisation territoriale
Le ressort territorial actuel, ainsi que le chef-lieu des régions, départements et arrondissements sont ceux fixés par un décret du 10 septembre 2008 qui abroge toutes les dispositions antérieures contraires.

### Départements
Depuis le redécoupage d'août 2008, la région est divisée en 4 départements :
- Bakel ;
- Goudiry ;
- Koumpentoum ;
- Tambacounda.

### Arrondissements
La région comprend 12 arrondissements :
- Bala ;
- Bamba Thialène ;
- Boynguel Bamba ;
- Bélé ;
- Dianké Makha ;
- Kéniaba ;
- Koulor ;
- Koussanar ;
- Kouthiaba Wolof ;
- Makacolibantang ;
- Missirah ;
- Moudéry.

### Communes
Les localités ayant le statut de commune sont :
- Bakel ;
- Diawara ;
- Tambacounda ;
- Kidira (2008) ;
- Goudiry (2008) ;
- Kothiary (2008) ;
- Koumpentoum (2008) ;
- Malem Niani (2008).

## Coopération décentralisée
Le conseil régional de Tambacounda et le conseil régional de Kayes (Mali) ont signé le 23 octobre 2008 à l’hôtel de région à Tambacounda un accord de coopération dans différents domaines, notamment l’éducation et la formation la santé, les équipements publics collectifs de base, la promotion de l’emploi, le tourisme, l’environnement et les ressources naturelles, l’action sociale et les mines.